# Lurleen Wallace
Lurleen Burns Wallace (nata Lurleen Brigham Burns) (Tuscaloosa, 19 settembre 1926 – Montgomery, 7 maggio 1968) è stata una politica statunitense.

## Biografia
È stata la 46º e prima donna Governatrice dell'Alabama, carica che ha ricoperto dal gennaio 1967 alla morte, avvenuta solo sedici mesi dopo, nel maggio 1968. Rappresentante del Partito Democratico, è stata anche e soprattutto first lady dell'Alabama dal 1963 al 1967, essendo stata sposata con George Wallace fin dal 1943.   
Lurleen venne scelta dal marito come candidata a Governatrice dato che al tempo vigeva il limite di un solo mandato per tale carica, in modo da poter continuare a governare, seppur non ufficialmente.  
È deceduta a causa di un tumore a soli quarantun anni.